# John Ruiz
John Ruiz (* 4. Januar 1972 in Lawrence, Massachusetts) ist ein ehemaliger US-amerikanischer Boxer puerto-ricanischer Abstammung. Er war zweimaliger Schwergewichtsweltmeister nach Version der WBA und gilt als erster Boxweltmeister im Schwergewicht aus der Volksgruppe der Hispanics.

## Amateurkarriere
Ruiz nahm an den National Golden Gloves 1991 in Des Moines teil und gewann nach einer Finalniederlage gegen Jeremy Williams die Silbermedaille im Halbschwergewicht. Nach dem Gewinn des nationalen Olympic Festival 1991 in Inglewood konnte er an der Weltmeisterschaft 1991 in Sydney teilnehmen. Dort siegte er gegen Mohamed Benguesmia und Miodrag Radulović, ehe er im Viertelfinale gegen Andrei Kurnjawka ausschied.
1992 verlor er im Halbfinale der US-Meisterschaft in Colorado Springs knapp mit 21:22 gegen Montell Griffin und gewann dadurch Bronze im Halbschwergewicht, zudem verlor er im Viertelfinale der US-Olympiaqualifikation 1992 in Worcester erneut gegen Jeremy Williams.

## Profikarriere
Noch 1992 wechselte er in das Profilager und wurde von den Promotern Don King und Golden Boy Promotions betreut, seine Trainer waren Norman Stone, Manny Siaca, Miguel Diaz und Richard Sandoval. Er gewann 29 seiner ersten 32 Kämpfe, wobei sein bedeutendster Gegner David Tua (Kampfbilanz: 22-0) darstellte, gegen den er am 15. März 1996 durch K. o. in der ersten Runde unterlegen war.
Am 14. Januar 1997 besiegte er Jimmy Thunder (31-6) beim Kampf um den Nordamerikatitel der NABF und gewann Titelverteidigungen gegen Ray Anis (24-3) und Tony Tucker (56-6), ehe er am 19. September 1998 mit einem Sieg gegen Jerry Ballard (19-1) auch den Nordamerikatitel der NABA gewinnen konnte. Diesen verteidigte er im Anschluss gegen Mario Cawley (21-1), Fernely Feliz (16-1) und Thomas Williams (25-6).
Von der WBA auf Platz 1 der Herausforderer geführt, konnte er am 12. August 2000 in Las Vegas um den von Lennox Lewis entzogenen und dadurch besitzlosen (vakanten) WBA-Weltmeistertitel im Schwergewicht boxen, verlor den Kampf jedoch gegen die Nummer 2 des Verbandes, den ehemaligen unumstritten Weltmeister im Cruiser- und Schwergewicht, Evander Holyfield (36-4), einstimmig nach Punkten. Ruiz gewann jedoch den Rückkampf am 3. März 2001 in Las Vegas diesmal einstimmig nach Punkten und sicherte sich damit den WBA-Gürtel, was ihn zum ersten lateinamerikanischen Boxweltmeister im Schwergewicht werden ließ. Ein dritter Kampf gegen Holyfield am 15. Dezember 2001 endete unentschieden, wodurch Ruiz seinen Titel behalten konnte.
Seine nächste Titelverteidigung am 27. Juli 2002 in Las Vegas endete mit einer Disqualifikation seines Gegners Kirk Johnson (32-0, WBA-Pflichtherausforderer) in der zehnten Runde aufgrund mehrerer Tiefschläge, wobei Ruiz bis zum Kampfabbruch einstimmig in Führung gelegen hatte. In seiner dritten Titelverteidigung boxte er am 1. März 2003 in Las Vegas gegen den ins Schwergewicht gewechselten, unumstritten Weltmeister im Halbschwergewicht, Roy Jones junior (47-1), und verlor dabei seinen Gürtel einstimmig nach Punkten.
Doch schon in seinem nächsten Kampf am 13. Dezember 2003 in Atlantic City siegte er einstimmig gegen den ehemaligen WBC-Weltmeister Hasim Rahman (35-4) und wurde Interimsweltmeister der WBA, wobei er im Februar 2004 erneut zum regulären Weltmeister des Verbandes ernannt wurde, nachdem Jones wieder in das Halbschwergewicht gewechselt war und dafür den Titel niedergelegt hatte. Ruiz gewann daraufhin Titelverteidigungen gegen Fres Oquendo (24-2) und Andrzej Gołota (38-4, Nummer 5 der Herausforderer), ehe er am 30. April 2005 in New York City nach Punkten gegen James Toney (68-4) verlor. Da Toney jedoch nachträglich des Dopings überführt worden war, wurde das Kampfergebnis in ein wertungsloses Urteil geändert und Ruiz im Mai 2005 wieder zum WBA-Weltmeister ernannt.
Am 17. Dezember 2005 verlor er dann den WBA-Gürtel in Berlin durch eine Mehrheitsentscheidung nach Punkten an Nikolai Walujew (42-0). Walujew, zum Zeitpunkt des Kampfes 147 kg schwer (Ruiz: 107,8 kg) und 2,13 m groß (Ruiz: 1,88 m), wurde zum bis dahin schwersten und größten Schwergewichtsweltmeister aller Zeiten. Auch seinen nächsten Kampf in Deutschland, am 18. November 2006 in Düsseldorf, verlor er knapp durch geteilte Mehrheitsentscheidung nach Punkten gegen Ruslan Chagayev (21-0).
Nach zwei folgenden Siegen, darunter im März 2008 gegen Jameel McCline (38-8), boxte er am 30. August 2008 in Berlin erneut gegen Nikolai Walujew, der im April 2007 von Ruslan Chagayev besiegt worden war. Dieser konnte jedoch den Titel verletzungsbedingt nicht fristgerecht verteidigen, weshalb der WBA-Gürtel für vakant erklärt und Ruiz sowie Walujew für den Titelkampf nominiert wurden. Ruiz scheiterte bei dem Versuch, ein drittes Mal WBA-Weltmeister zu werden, durch eine einstimmige Niederlage gegen Walujew.
Nach einem Ausscheidungssieg gegen Adnan Serin (19-10), konnte er am 3. April 2010 in Manchester erneut um den WBA-Weltmeistertitel antreten, verlor jedoch durch TKO in Runde 9 gegen den neuen Titelträger David Haye (23-1).
Ohne einen weiteren Kampf bestritten zu haben, erklärte Ruiz im April 2010 im Alter von 38 Jahren seinen Rücktritt vom Boxsport.

## Privates
Ruiz wurde in den USA geboren, wuchs jedoch ab dem Alter von wenigen Monaten in Puerto Rico auf, ehe er nach sieben Jahren zurück nach Chelsea (Massachusetts) zog. Während seiner Profiboxkarriere lebte und trainierte er mehrere Jahre in Las Vegas. 2016 war Ruiz verheiratet, Vater von drei Kindern und Inhaber des Quietman Sports Gym in Medford (Massachusetts).

## Liste der Profikämpfe
| 44 Siege (30 K.o.-Siege), 9 Niederlagen (2 K.o.-Niederlage), 1 Unentschieden |               |                                                                      |                                                 |                                                     |
| Jahr                                                                         | Tag           | Ort                                                                  | Gegner                                          | Ergebnis für Ruiz                                   |
| 1992                                                                         | 20. August    | Atlantic City, New Jersey, Vereinigte Staaten                        | Kevin Parker                                    | Punktsieg (einstimmig) / 4 Runden                   |
| 1992                                                                         | 12. September | Wonderland Race Track, Revere, Massachusetts, Vereinigte Staaten     | Mike Vasser                                     | Sieg / KO 1. Runde                                  |
| 1992                                                                         | 3. November   | Foxwoods Resort, Mashantucket, Connecticut, Vereinigte Staaten       | Barry Kirton                                    | Sieg / TKO 2. Runde                                 |
| 1992                                                                         | 13. November  | Revere, Massachusetts, Vereinigte Staaten                            | John Basil Jackson                              | Punktsieg / 6 Runden                                |
| 1992                                                                         | 10. Dezember  | Teachers Union Hall, Boston, Massachusetts, Vereinigte Staaten       | Jesus Rohena                                    | Sieg / TKO 1. Runde                                 |
| 1993                                                                         | 16. Januar    | Belmont, New Hampshire, Vereinigte Staaten                           | John Basil Jackson                              | Punktsieg / 6 Runden                                |
| 1993                                                                         | 30. Januar    | National Guard Armory, Chelsea, Massachusetts, Vereinigte Staaten    | Miguel Rosa                                     | Sieg / TKO 2. Runde                                 |
| 1993                                                                         | 20. Februar   | Boston, Massachusetts, Vereinigte Staaten                            | Phil Prince                                     | Sieg / KO 1. Runde                                  |
| 1993                                                                         | 5. März       | Boston, Massachusetts, Vereinigte Staaten                            | Derrick Jones                                   | Sieg / TKO 1. Runde                                 |
| 1993                                                                         | 20. März      | Revere, Massachusetts, Vereinigte Staaten                            | Lorenzo Poole                                   | Sieg / KO 1. Runde                                  |
| 1993                                                                         | 3. April      | Somerville, Massachusetts, Vereinigte Staaten                        | Juan Quintana                                   | Punktsieg / 6 Runden                                |
| 1993                                                                         | 16. April     | Boston, Massachusetts, Vereinigte Staaten                            | Mark Sonnier                                    | Sieg / TKO 1. Runde                                 |
| 1993                                                                         | 30. April     | Chelsea, Massachusetts, Vereinigte Staaten                           | George Chambers                                 | Sieg / KO 1. Runde                                  |
| 1993                                                                         | 25. Juni      | Chelsea A.C., Chelsea, Massachusetts, Vereinigte Staaten             | Exum Speight                                    | Punktsieg (einstimmig) / 8 Runden                   |
| 1993                                                                         | 12. August    | Casino Magic, Bay Saint Louis, Mississippi, Vereinigte Staaten       | Sergei Kobotzew                                 | Punktniederlage (Geteilte Entscheidung) / 10 Runden |
| 1993                                                                         | 3. November   | Whitchurch Leisure Centre, Bristol, Avon, Vereinigtes Königreich     | Cordwell Hylton                                 | Punktsieg / 6 Runden                                |
| 1993                                                                         | 27. November  | Cleveland, Ohio, Vereinigte Staaten                                  | Carl Williams                                   | Punktsieg / 6 Runden                                |
| 1994                                                                         | 25. Mai       | Colston Hall, Bristol, Avon, Vereinigtes Königreich                  | Julius Francis                                  | Sieg / KO 4. Runde                                  |
| 1994                                                                         | 25. Juni      | Revere, Massachusetts, Vereinigte Staaten                            | Muhammad Askai                                  | Sieg / TKO 2. Runde                                 |
| 1994                                                                         | 4. August     | Foxwoods Resort, Mashantucket, Connecticut, Vereinigte Staaten       | Danell Nicholson vakante IBO-Weltmeisterschaft  | Punktniederlage (Geteilte Entscheidung) / 12 Runden |
| 1994                                                                         | 1. Oktober    | Boston, Massachusetts, Vereinigte Staaten                            | Rick Sullivan                                   | Sieg / KO 2. Runde                                  |
| 1995                                                                         | 4. Februar    | Las Vegas, Nevada, Vereinigte Staaten                                | Boris Powell                                    | Punktsieg (einstimmig) / 10 Runden                  |
| 1995                                                                         | 30. März      | York Hall, Bethnal Green, London, Vereinigtes Königreich             | Jack Basting                                    | Sieg / TKO 1. Runde                                 |
| 1995                                                                         | 17. Mai       | Ipswich, Suffolk, Vereinigtes Königreich                             | Michael Murray                                  | Sieg / TKO 4. Runde                                 |
| 1995                                                                         | 16. Juni      | Elephant & Castle Centre, Southwark, London, Vereinigtes Königreich  | Derrick Roddy vakante WBC-Weltmeisterschaft     | Sieg / KO 2. Runde                                  |
| 1995                                                                         | 24. August    | Somerville, Massachusetts, Vereinigte Staaten                        | Willie Jackson                                  | Sieg / KO 1. Runde                                  |
| 1995                                                                         | 7. Oktober    | Convention Center, Atlantic City, New Jersey, Vereinigte Staaten     | Steve Pannell                                   | Sieg / TKO 4. Runde                                 |
| 1996                                                                         | 15. März      | Convention Center, Atlantic City, New Jersey, Vereinigte Staaten     | David Tua WBC-Titelverteidigung                 | Niederlage / KO 1. Runde                            |
| 1996                                                                         | 6. Juni       | The Roxy, Boston, Massachusetts, Vereinigte Staaten                  | Doug Davis                                      | Sieg / TKO 6. Runde                                 |
| 1996                                                                         | 18. Juli      | The Roxy, Boston, Massachusetts, Vereinigte Staaten                  | Greg Pickrom                                    | Sieg / TKO 1. Runde                                 |
| 1996                                                                         | 25. Oktober   | The Roxy, Boston, Massachusetts, Vereinigte Staaten                  | Nathaniel Fitch                                 | Sieg / TKO 3. Runde                                 |
| 1996                                                                         | 26. November  | York Hall, Bethnal Green, London, Vereinigtes Königreich             | Juri Jelistratow                                | Sieg / TKO 3. Runde                                 |
| 1997                                                                         | 14. Januar    | Hale Arena, Kansas City, Missouri, Vereinigte Staaten                | Jimmy Thunder                                   | Punktsieg (Geteilte Entscheidung) / 12 Runden       |
| 1997                                                                         | 17. Juni      | Casino Magic, Bay Saint Louis, Mississippi, Vereinigte Staaten       | Ray Anis                                        | Sieg / TKO 1. Runde                                 |
| 1998                                                                         | 31. Januar    | Ice Palace, Tampa, Florida, Vereinigte Staaten                       | Tony Tucker                                     | Sieg / TKO 11. Runde                                |
| 1998                                                                         | 19. September | Georgia Dome, Atlanta, Georgia, Vereinigte Staaten                   | Jerry Ballard                                   | Sieg / TKO 4. Runde                                 |
| 1999                                                                         | 13. März      | Madison Square Garden, New York, New York, Vereinigte Staaten        | Mario Cawley                                    | Sieg / TKO 4. Runde                                 |
| 1999                                                                         | 12. Juni      | Shriner's Auditorium, Wilmington, Massachusetts, Vereinigte Staaten  | Fernely Feliz                                   | Sieg / TKO 7. Runde                                 |
| 1999                                                                         | 11. Dezember  | Grand Casino, Tunica, Mississippi, Vereinigte Staaten                | Thomas Williams                                 | Sieg / TKO 2. Runde                                 |
| 2000                                                                         | 12. August    | Paris Las Vegas, Las Vegas, Nevada, Vereinigte Staaten               | Evander Holyfield vakante WBA-Weltmeisterschaft | Punktniederlage (einstimmig) / 12 Runden            |
| 2001                                                                         | 3. März       | Mandalay Bay Resort & Casino, Las Vegas, Nevada, Vereinigte Staaten  | Evander Holyfield WBA-Weltmeisterschaft         | Punktsieg (einstimmig) / 12 Runden                  |
| 2001                                                                         | 15. Dezember  | Foxwoods Resort, Mashantucket, Connecticut, Vereinigte Staaten       | Evander Holyfield WBA-Titelverteidigung         | Unentschieden (geteilte Entscheidung) / 12 Runden   |
| 2002                                                                         | 27. Juli      | Mandalay Bay Resort & Casino, Las Vegas, Nevada, Vereinigte Staaten  | Kirk Johnson WBA-Titelverteidigung              | Sieg / Disqualifikation 10. Runde                   |
| 2003                                                                         | 1. März       | Thomas & Mack Center, Las Vegas, Nevada, Vereinigte Staaten          | Roy Jones junior WBA-Titelverteidigung          | Punktniederlage (einstimmig) / 12 Runden            |
| 2003                                                                         | 13. Dezember  | Boardwalk Hall, Atlantic City, New Jersey, Vereinigte Staaten        | Hasim Rahman interim WBA-Weltmeisterschaft      | Punktsieg (einstimmig) / 12 Runden                  |
| 2004                                                                         | 17. April     | Madison Square Garden, New York, New York, Vereinigte Staaten        | Fres Oquendo WBA-Titelverteidigung              | Sieg / TKO 11. Runde                                |
| 2004                                                                         | 13. November  | Madison Square Garden, New York, New York, Vereinigte Staaten        | Andrzej Gołota WBA-Titelverteidigung            | Punktsieg (einstimmig) / 12 Runden                  |
| 2005                                                                         | 30. April     | Madison Square Garden, New York, New York, Vereinigte Staaten        | James Toney WBA-Titelverteidigung               | Ungültig („No Contest“)                             |
| 2005                                                                         | 17. Dezember  | Max Schmeling Halle, Prenzlauer Berg, Berlin, Deutschland            | Nikolai Walujew WBA-Titelverteidigung           | Punktniederlage (Mehrheitsentscheidung) / 12 Runden |
| 2006                                                                         | 18. November  | Burg-Waechter Castello, Düsseldorf, Nordrhein-Westfalen, Deutschland | Ruslan Chagayev                                 | Punktniederlage (Geteilte Entscheidung) / 12 Runden |
| 2007                                                                         | 13. Oktober   | Sears Centre, Hoffman Estates, Illinois, Vereinigte Staaten          | Otis Tisdale                                    | Sieg / TKO 2. Runde                                 |
| 2008                                                                         | 8. März       | Plaza de Toros, Cancun, Quintana Roo, Mexiko                         | Jameel McCline                                  | Punktsieg (einstimmig) / 12 Runden                  |
| 2008                                                                         | 30. August    | Max Schmeling Halle, Prenzlauer Berg, Berlin, Deutschland            | Nikolai Walujew vakante WBA-Weltmeisterschaft   | Punktniederlage (einstimmig) / 12 Runden            |
| 2009                                                                         | 7. November   | Arena Nürnberger Versicherung, Nürnberg, Bayern, Deutschland         | Adnan Serin                                     | Sieg / TKO 7. Runde                                 |
| 2010                                                                         | 3. April      | M.E.N. Arena, Manchester, Lancashire, Vereinigtes Königreich         | David Haye WBA-Weltmeisterschaft                | Niederlage / TKO 9. Runde                           |
| (Quelle: BoxRec-Datenbank)                                                   |               |                                                                      |                                                 |                                                     |